# Sent Away Boys
Sent Away Boys(2016) — панжабский документальный фильм. Финансируемый Фондом Веннера-Грена и Службой Общественного Вещания Довера. Фильм рассказывает о причинах иммиграции панжабцев >и как это влияет на их семьи.

## Краткое содержание
Документальный фильм фокусирует внимание на трёх различных семьях. Гуркирпал Гревал из состоятельной семьи и ему предоставляется возможность переехать в Канаду благодаря его хорошим знаниям английского языка. Ишварджот Рана принадлежит к среднему классу, но не способна иммигрировать поскольку она не очень хорошо владеет английским. Сукхвир Каур и её мать не хотят покидать Индию, так как они чувствуют боль, находясь далеко от своих близких.